# ラパ語
ラパ語（ラパご）は、オーストロネシア語族ポリネシア諸語東ポリネシア諸語に属する言語である。フランス領ポリネシアのラパ島で話されている。